# قطعنامه ۸۶۱ شورای امنیت
قطعنامه ۸۶۱ شورای امنیت سازمان ملل متحد که در تاریخ ۲۷ اوت ۱۹۹۳ تصویب شد، سندی بین‌المللی دربارهٔ هائیتی است. این قطعنامه طی نشست ۳۲۷۱ام با ۱۵ رای موافق، ۰ مخالف و ۰ ممتنع تصویب شد.